# Кузъёль (приток Поруба)
Кузъёль, Кузель — река в России, протекает в Прилузском районе Республики Коми. Устье реки находится в 93 км по правому берегу реки Поруб. Длина реки составляет 10 км.
Исток реки в таёжном массиве среди холмов Северных Увалов в 14 км к юго-востоку от точки, где сходятся Архангельская область, Вологодская область и Республика Коми. Русло сильно извилистое, генеральное направление течения — север. Всё течение проходит по ненаселённому холмистому таёжному массиву.

## Данные водного реестра
По данным государственного водного реестра России и геоинформационной системы водохозяйственного районирования территории РФ, подготовленной Федеральным агентством водных ресурсов:
- Бассейновый округ — Двинско-Печорский
- Речной бассейн — Северная Двина
- Речной подбассейн — Малая Северная Двина
- Водохозяйственный участок — Юг
- Код водного объекта — 03020100212103000012563